# Batalhão de Operações Policiais Especiais (PMERJ)

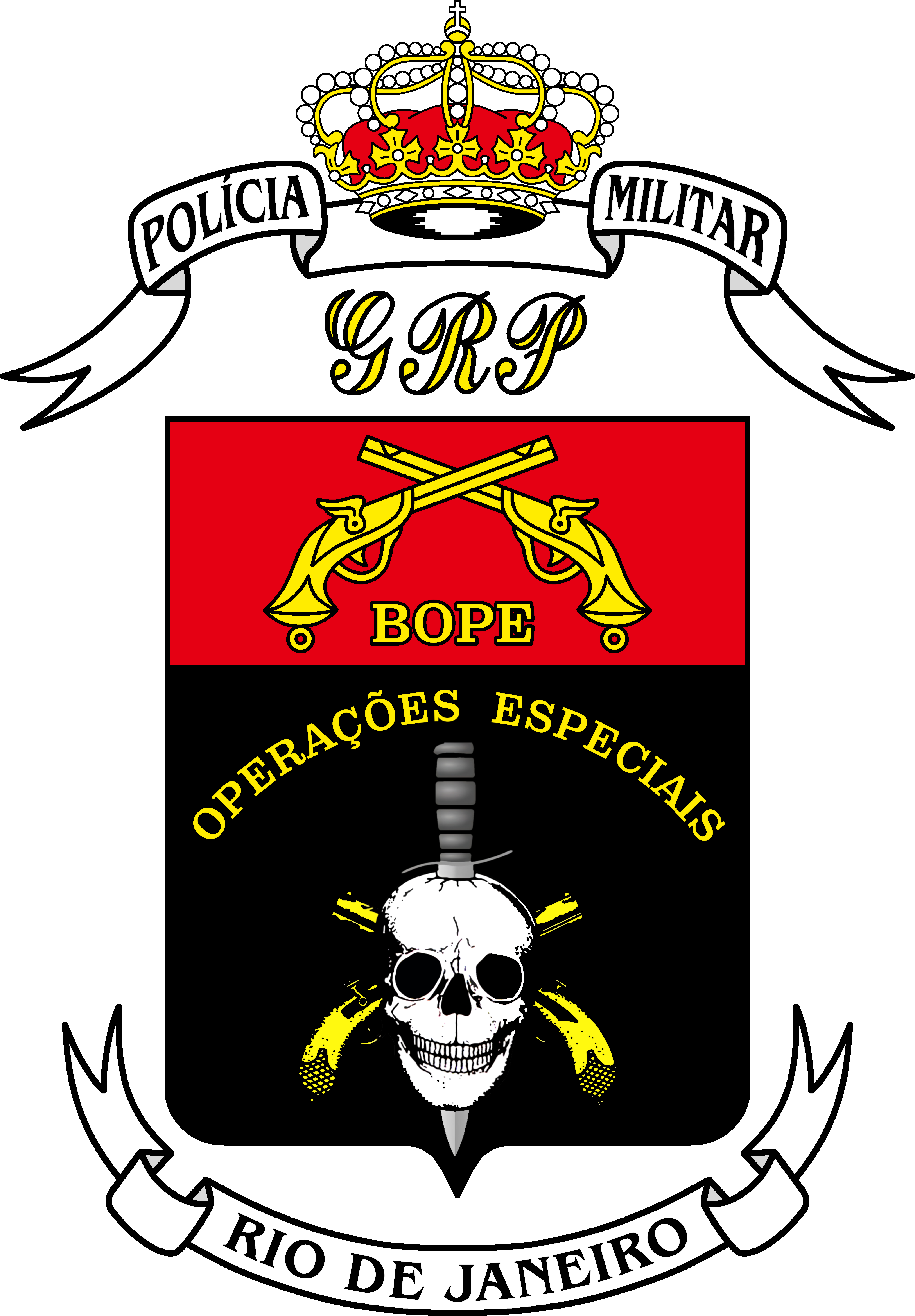
Wappen der BOPE des Bundesstaats Rio de Janeiro

Batalhão de Operações Policiais Especiais (portugiesisch für „Bataillon für spezielle Polizeioperationen“, kurz BOPE) bezeichnet die Spezialeinheiten der Polizei des Bundesstaates Rio de Janeiro (Polícia Militar do Estado do Rio de Janeiro). Die Polícia Militar ist in Brasilien die Polizei eines Bundesstaates, die Militärpolizei wird Polícia do Exército (PE) genannt.
Aufgrund der Art der Kriminalität in den Favelas haben die BOPE-Einheiten ausgedehnte Erfahrung in der städtischen Kriegsführung. Sie verwenden zur Durchsetzung ihrer Aufgaben leichte Infanteriewaffen und härtere Methoden als die normale Polizei in Rio de Janeiro. Dies liegt an ebenfalls mit Kriegswaffen ausgestatteten Verbrecherorganisationen wie etwa dem Comando Vermelho. Derzeit verrichten 400 Polizisten ihren Dienst bei BOPE.

## Geschichte und Ursprung
Der Ursprung der BOPE liegt in dem am 19. Januar 1978 gegründeten Núcleo da Companhia de Operações Especiais (Kern der Spezialoperationskompanie, kurz NuCOE), der unter das Kommando des Stabschefs der Militärpolizei gestellt wurde. 1982 wurde die Kompanie der Batalhão de Polícia de Choque angeschlossen und die Organisation in Companhia de Operações Especiais („Kompanie für Spezialoperationen“, COE) umbenannt. 1984 wurde der Name wiederum in NuCOE geändert und stand erneut unter dem Kommando des Stabschefs. 1988 wurde die Companhia Independente de Operações Especiais („Unabhängige Kompanie für Spezialoperationen“, CIOE) gegründet. Die Zuständigkeit umfasste den ganzen Bundesstaat Rio de Janeiro. Am 1. März 1991 erfolgte die Umbenennung in Batalhão de Operações Policiais Especiais (kurz BOPE).

## Aufgabengebiete

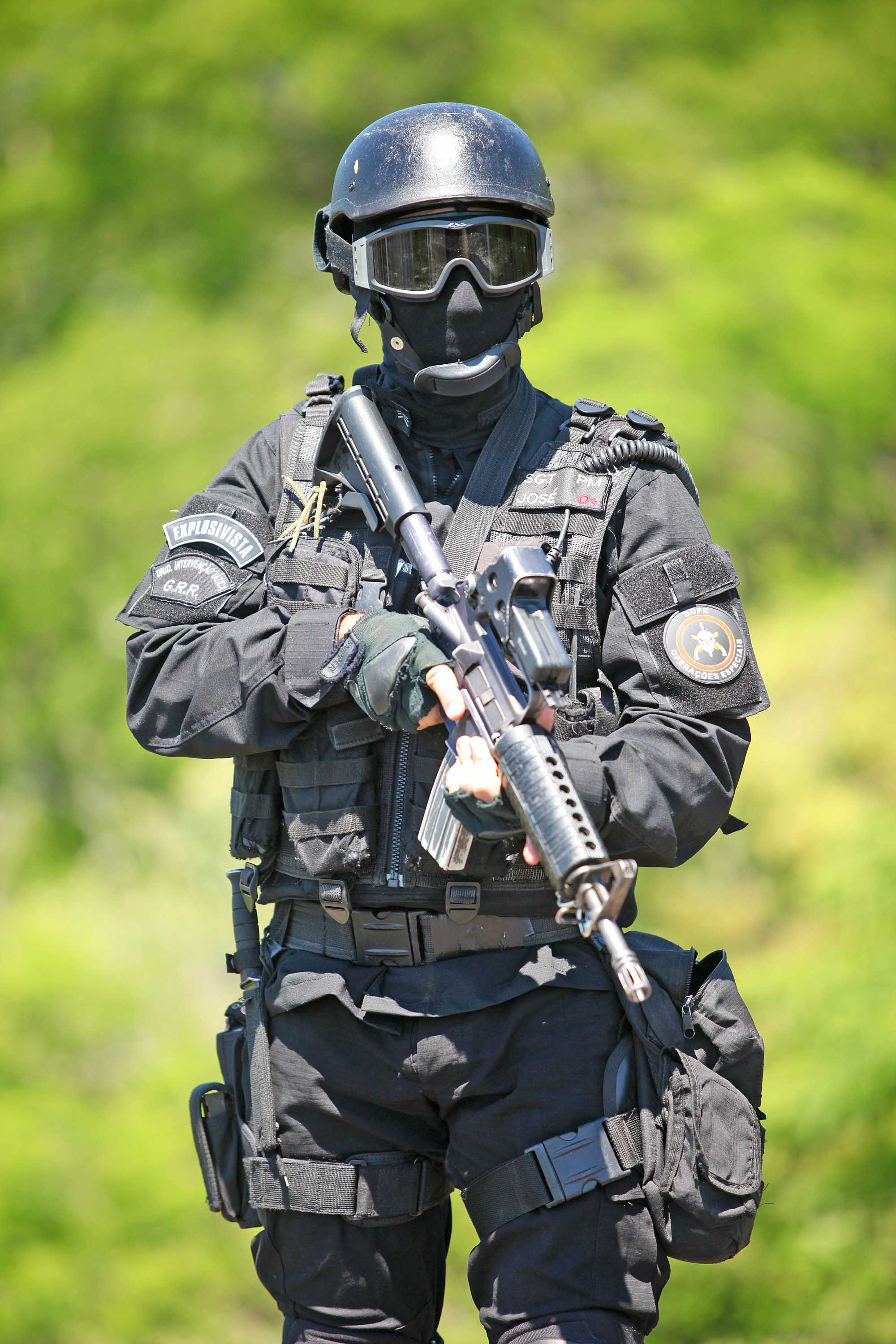
BOPE-Mitglied

- Zusätzliche Sicherheitsleistung bei speziellen Veranstaltungen und Ereignissen
- Durchbrechen von Barrikaden der Drogenhändler
- Tötung von Kriminellen, die Menschenleben gefährden
- Vernichtung von Drogenghettos und deren Banden
- Befreiung oder Bergung von Polizisten oder Zivilisten, die in Auseinandersetzungen verwundet wurden
- Rettung von Polizisten oder Zivilisten, die durch Schusswechsel gefangen oder gefährdet sind
- Durchführung riskanter Haftbefehle
- Geiselbefreiungen
- Situationsberuhigung im Zusammenhang mit Amokläufen
- Niederschlagung von Gefängnisrevolten
- Unterstützung der Polizei
- Bereitstellung überlegener Feuerkraft beim Angriff in bestimmten Situationen
- bewaffnete Patrouillen
- spezielle Missionen in Sümpfen oder bergigem Gelände wie etwa Erkundung, Planung und Infiltration
- Kriminalitätsbekämpfung
- Lösung von hoch riskanten Situationen mit einem Minimum an Toten, Verwundeten und Sachschaden
- Bekämpfung von schwer bewaffneten Kriminellen

## Waffen und Fahrzeuge
Die Einheit hat einen Fuhrpark an Militärfahrzeugen bekannt als Pacificador (Friedensbringer) oder Caveirão („großer Totenschädel“). Diese Fahrzeuge werden in den Favelas eingesetzt, wo es zu heftigen Auseinandersetzungen zwischen der BOPE und Drogenhändlerbanden kommt. BOPE-Soldaten sind mit schwerer Bewaffnung ausgestattet:
- M16A2-Sturmgewehr
- M4A1-Maschinenkarabiner
- M1 Selbstladegewehr
- H&K PSG1 (Präzisionsschützengewehr 1)
- Benelli M3-Schrotgewehr
- FN P90[2]
- IMBEL MD2, ein brasilianisches Sturmgewehr (Indústria de Material Bélico do Brasil)
- H&K MP5 A2 und K Maschinenpistole
- H&K G3 Sturmgewehr
- H&K 21 Maschinengewehr
- Taurus PT92 halbautomatische Pistole
- IMBEL 9mm
- C-4 Sprengstoff
- Handgranaten
- FN FAL
- Messer

## Tropa de Elite
Im Jahr 2006 wurde das Buch Elite da Tropa veröffentlicht. Es wurde vom Soziologen Luiz Eduardo Soares mit der Unterstützung von zwei ehemaligen BOPE-Offizieren, Major André Batista und Hauptmann Rodrigo Pimentel, geschrieben. Der Autor berücksichtigte dabei die tägliche Routine des BOPE sowie einige historische Ereignisse, basierend auf Erfahrungen der Ex-Offiziere. Im Verlauf des Buches wird die Einheit als teils rigoros in ihrem Vorgehen beschrieben. Zudem geht es um Nennung einiger Details eines angeblichen fehlgeschlagenen Attentatsversuches durch Polizisten an dem damaligen Gouverneur Leonel Brizola. Das Buch war zum Zeitpunkt seiner Veröffentlichung umstritten, insbesondere in Polizeikreisen, aufgrund der zum Ausdruck gebrachten Härten des Dienstalltages und einem fragwürdigen Wahrheitsgehalts einzelner Bezichtigungen. 
Das Buch wurde als Tropa de Elite von José Padilha verfilmt und auf der Berlinale mit dem Goldenen Bären als bester Film ausgezeichnet.

## Kritik
Seit 2006 verurteilt Amnesty International ausdrücklich die Verwendung der Caveirão und erklärt, dass die Benutzung des Fahrzeugs betont aggressiv und konfrontativ sei und in Verbindung mit seinem Einsatz als fahrbarer Gefechtsstand nicht nur Fragen der Wirksamkeit gegenüber den Verbrechen in den Favelas aufwirft. Berichte über übertriebenen Einsatz von Gewalt und Morden an unbeteiligten Passanten wurden laut.